# Paraortygometra porzanoides
Paraortygometra porzanoides — викопний вид журавлеподібних птахів родини пастушкових (Rallidae), що існував впродовж олігоцену та міоцену в Євразії.

## Скам'янілості
Викопні рештки птаха знайдені у Франції (олігоцен-міоценові відкладення) і Таїланді (міоценові відкладення).